# 主謀者翔馬
主謀者翔馬（しゅぼうしゃしょうま、12月19日 - ）は、日本のミュージシャン、歌手、俳優。鹿児島県出身。

## 人物
幼少期から成人するまで全国各地を転々としていた。そのため、小学校・中学校・高校は全て異なる都道府県の学校であった。
舞台俳優の活動を経て、ヴィジュアル系ロックバンド「マーブル」のボーカルとして活動を開始。結成当初は歌謡グラムロックバンドとして活動していた。
ソロ形態となって以降は演説をモチーフとしたステージスタイルとなっている。
左利きであるため、ギター演奏時は右利き用のギターを持ち替えて演奏している。

## 来歴
2007年
- 前身バンド「マーブル」のボーカルとして活動開始。
- 4月22日、シングル「マーブル」リリース。
- 10月8日、フジテレビ系列「SMAP×SMAP」番組内コーナー「SP企画・あのキャラクターが街中でこんなことやってきちゃいました！スマスマキャラクター祭り」に出演。同コーナーにて稲垣吾郎と共演。同日、新宿アルタ前広場 新宿ステーションスクエアにて、「新宿ロックフェスティバル」特設ステージ出演。

2009年
- 12月17日、ミニアルバム「この現実に宣戦布告」リリース。

2011年
- 5月28日、シングル「窒息水槽」リリース。
- 7月1日、シングル「日本転覆」リリース[9][10]。

2012年
- 5月10日、ニコニコ生放送「TяicKYの生でだらだらプロカリテ☆」ゲスト出演。同年6月14日と8月30日にも同番組にゲスト出演している[11][12][13]。
- 10月24日、シングル「サイレントナイト」リリース[14]。
- 12月19日、シングル「ジプシー」リリース[15]。

2013年
- 3月22日、ハイパーポケット ワンマン公演「劇団ハイパーポケット」公演内 演劇パートに出演。（コードネーム：†SILENT NIGHT† 役）
- 10月11日、ミニアルバム「全ての楽器を武器に変え」リリース[16][17]。
- 12月7日、神楽坂EXPLOSIONにて、マーブル初のワンマン公演を開催[18]。

2014年
- 5月14日、コンピレーションアルバム「SOUND OF NOISE 2014」に一曲参加。
- 9月28日、帝都神風倶楽部「第弐話 〜魅！帝都神風倶楽部〜」にゲスト出演。
- 11月1日、帝都神風倶楽部「第参話 〜これは革命である！〜」にゲスト出演[19]。
- 12月17日、ミニアルバム「主謀者かく語りき」リリース[20]。

2015年
- 3月18日、大塚Hearts+にて、ワンマン公演開催。同日、シングル「死なば諸共」リリース。
- 6月27日、下北沢Blue Moonにて、アンプラグドによるワンマン公演を開催。
- 7月23日、渋谷DESEOにて、「@-Live.012 -鬱クシキ世界ノ果テ-」出演[21]。同公演にて、犬神サアカス團と共演。
- 8月12日、埼玉会館 小ホールにて、「～漆黒のシンフォニー～ at 埼玉会館」出演
- 9月24日、四谷Doppoにて、アンプラグドによるワンマン公演を開催。
- 10月13日、ツイキャス「Crazy Boy Ryoの元気が出るツイキャス」ゲスト出演[22]。
- 10月31日、帝都神風倶楽部「真説、第参話 〜これは革命である！〜」にゲスト出演。
- 12月3日、大塚Hearts+にて、ワンマン公演開催。同日、アルバム「狼煙を上げよ、其の身を燃して」リリース。

2016年
- 6月26日、帝都神風倶楽部「帝都神風倶楽部 第肆話～帝都炎上～」にゲスト出演[23]。
- 8月17日、新宿BLAZEにて、「～漆黒のシンフォニー～ at 新宿BLAZE」出演。
- 10月2日、帝都神風倶楽部「帝都神風倶楽部 第伍話〜逢魔ヶ刻〜」に出演。本公演より「斑奈 翔馬」として帝都神風倶楽部に加入。

2017年
- 3月22日、下北沢ろくでもない夜にて、ワンマン公演を開催。同公演以降、マーブルはバンド編成としてではなく、主謀者翔馬のソロ形態の活動名称となった。
- 4月17日、電気茶道部 ワンマン公演プログラム内 第一部 電気茶道部ミュージカル「あの永遠なる夏の日々」に出演。（学園一の秀才 役）
- 5月14日、帝都神風倶楽部「帝都神風倶楽部 第陸話〜帝都地獄変〜」に出演。
- 5月31日、音楽レーベルAsTiLLe Labelに所属。
- 7月22日、シングル「ピグマリオンスピーチ」リリース。
- 8月13日、神楽坂TRASH-UP!!にて、ワンマン公演を開催。
- 9月29日～10月1日、音影 PRESENTS 音楽劇「命短し奏でよ乙音」に出演。
- 11月1日、帝都神風倶楽部「帝都萬國博覧會」に出演。
- 11月26日、FRESH LIVE「CHICK@TTACKのNo MU時空, No LIFE！」ゲスト出演[24]。
- 12月7日、川崎Serbian Nightにて、ワンマン公演開催。
- 12月19日、シングル「暗中模索」リリース。

2018年
- 1月31日、シングル「ノンフィクション」リリース。
- 4月1日、帝都神風倶楽部「帝都神風倶楽部 第漆話〜帝都桃源郷〜」に出演。
- 8月16日、埼玉会館 小ホールにて、「～漆黒のシンフォニー～ at 埼玉会館」出演。
- 8月24日～26日、長野県下伊那郡阿智村にて開催されたNPO法人コモンビート15周年イベント「サマフェス in 阿智村」にセッションバンドのギターとして出演。
- 12月19日、ミニアルバム「机上の暴論」リリース。

2019年
- 1月5日、渋谷TSUTAYA O-WESTにて、「CRUSH OF MODE-NEW YEAR PREMIUM SHOW'19-」出演[25][26]。
- 3月17日、四谷OUTBREAKにて、ワンマン公演開催。
- 8月25日、配信シングル「ピグマリオンスピーチ（新録）」リリース[27][28]。
- 11月20日、DVD「ピグマリオンスピーチ」リリース。
- 12月19日、新宿Glamsteinにて、ワンマン公演開催。同日、シングル「フーリガン」リリース。

2020年
- 2月25日、ピアノ・アレンジシングル「SALON DE THÉ MARBRE-Earl Grey-」リリース。
- 3月19日、シングル「渇望」リリース。
- 5月5日、配信公演「-無法地帯-」敢行。
- 7月22日、デジタルシングル「マスク・カレイド」リリース。
- 8月19日、デジタルシングル「パラディ・ソーン」リリース。
- 12月19日、無観客ワンマン公演をYouTube Liveにて配信。同日、アルバム「壇上真贋録」リリース。この日を以て、AsTiLLe Labelを離籍。
同ワンマン公演を以て、マーブル解体を発表。それに伴い、「マーブル」名義での活動が終了。以降、ソロアーティスト「主謀者翔馬」として活動開始。
- 12月21日、配信シングル「真贋見据えし我が思想」リリース[29]。

2021年
- 2月14日、LIVE DVD「真贋見据えし我が思想」リリース。
- 4月16日～18日、劇団メルシアーク×主謀者翔馬 主催による舞台公演「紺碧の輪舞曲」に、主演として出演[30]。同公演の主題歌と劇中歌も担当し。
- 8月14日、埼玉会館 小ホールにて、漆黒のシンフォニー関連イベント「漆黒～夢のつづき　ガンバッテルョ ナルシス!!」出演。
- 8月15日、過去音源集となる配信アルバム「主謀者翔馬回顧録」をリリース[31]。
- 10月23日、吉祥寺SHUFFLEにて、音楽&パフォーマー複合イベント「Unlimited You vol.2」出演[32]。同公演にて、清川ワタル（モーニング娘。OG、TRF、森山直太朗等、ドラムサポート）、木村大樹（May'n、傳田真央、COLOR CREATION等、ギターサポート）らと共演。
- 10月31日、ASMRボイス音源「甘々彼氏のよしよしボイス」参加。
- 11月13日、新宿club SCIENCEにて、音楽&パフォーマー複合イベント「Unlimited You vol.3」出演[33][34][35]。同公演にて、ヨーヨー世界チャンピオンTOMMY、カラフルパレット、ILLUSION FORCE、狐火、宮下恵一（Hexa Beat）らと共演[36][37][38][39][40]。
同日、東京国際展示場にて開催の「デザインフェスタ vol.54」パフォーマンスエリア出演。
- 12月21日、渋谷LOFT HEAVENにて、ワンマン公演を開催[41][42][43][44][45][46][47][48][49]。

2022年
- 2022年1月より、毎月1日に映像作品の公開企画を実施。
- 1月24日、シングル「英断か蛮勇か」リリース[50]。
- 4月、PR TIMESの実施による企画「April Dream」に参加[51]。
- 8月20日、下北沢MOSAiCにて、主催企画「ピグマリオン アライアンス」開催[52][53]。
- 10月20日、下北沢ろくでもない夜にて、無料単独公演「誰が為に鐘は鳴る」を開催[54][55]。
- 11月15日、渋谷club asiaにて開催のフェスイベント「UNLIMITED FES -DAY2-」に出演。同公演にて、EXiNA（西沢幸奏）やVORCHAOS、5%BERMUDAらと共演。
- 12月17日、初台DOORSにて、ワンマン公演「ピグマリオンリベレイト -英断か蛮勇か-」開催[56]。同公演内で2023年1月より6ヶ月連続でワンマンライブ公演を下北沢ろくでもない夜で開催する事を発表[57]。

2023年
- 6月22日、下北沢ろくでもない夜での6ヶ月連続ワンマンライブ「ピグマリオンバリケイド」最終公演にて、翌2024年6月28日に渋谷club asiaでのワンマン公演「ピグマリオンマニフェスト -思想無くして理想無し-」の開催を発表[58]。同日、アルバム「壇上存亡録」リリース。
- 10月28日、Ayase Baseside Festivalに出演。

2024年
- 1月25日、新宿at THEATREにて、アコースティック単独公演「ピグマリオンモノローグ」開催[59]。
- 6月28日、渋谷club asiaにて、劇場型単独公演「ピグマリオンマニフェスト -思想無くして理想無し-」開催[60][61]。ゲストアクターとして八木岳出演[62][63][64]。
- 10月26日、Ayase Baseside Festivalに出演。

## ディスコグラフィ

### シングル
|     | 発売日         | タイトル             | 規格 | 規格品番 | 収録曲                                    | 備考                               |
| --- | -------------- | -------------------- | ---- | -------- | ----------------------------------------- | ---------------------------------- |
| 1st | 2022年1月24日  | 英断か蛮勇か         | CD   |          | 1. 英断か蛮勇か                           | 主謀者翔馬名義での初シングルCD作品 |
| 2nd | 2024年12月19日 | 思想無くして理想無し | CD   |          | 1. 思想無くして理想無し 2. レミングソウル |                                    |

### 配信シングル
|     | 発売日         | タイトル             | 規格                   | 収録曲                  | 備考 |
| --- | -------------- | -------------------- | ---------------------- | ----------------------- | ---- |
| 1st | 2020年12月21日 | 真贋見据えし我が思想 | デジタル・ダウンロード | 1. 真贋見据えし我が思想 |      |

### マーブル名義 シングル
|      | 発売日         | タイトル                       | 規格 | 規格品番     | 収録曲                                                         | 備考                             |
| ---- | -------------- | ------------------------------ | ---- | ------------ | -------------------------------------------------------------- | -------------------------------- |
| 1st  | 2007年4月22日  | マーブル                       | CD   | HOR-1021     | 1. 一握の砂 2. 閉じた向日葵 3. ハーメルン 4. 無いもの強請り    | マーブル名義での初シングルCD作品 |
| 配布 | 2011年1月      | 宣戦布告                       | CD   | marble-0000  | 1. 宣戦布告 2. 渇望                                            | 無料配布音源                     |
| 2nd  | 2011年5月28日  | 窒息水槽                       | CD   | marble-00    | 1. 窒息水槽 2. リビングデッド 3. 凱歌                          |                                  |
| 3rd  | 2011年7月1日   | 日本転覆                       | CD   | marble-0     | 1. 日本転覆 2. 灯火 3. ノーフューチャー                        |                                  |
| 4th  | 2012年10月24日 | サイレントナイト               | CD   | marble-00000 | 1. サイレントナイト 2. 俺の屍を越えてゆけ 3. サタニスト        |                                  |
| 5th  | 2012年12月19日 | ジプシー                       | CD   |              | 1. ジプシー 2. カウントダウン（新録） 3. 宣戦布告（M3版 新録） |                                  |
| 配布 | 2014年5月      | 日本転覆計画侵攻盤             | CD   |              | 1. 宣戦布告（Remix） 2. 凱歌（新録）                           | 無料配布音源                     |
| 6th  | 2015年3月18日  | 死なば諸共                     | CD   | MBLE-0003    | 1. 死なば諸共 2. キープアウト                                  |                                  |
| 配布 | 2016年7月23日  | 一斉掃射                       | CD   |              | 1. 一斉掃射 2. サイレントナイト 3. 死なば諸共                  | 無料配布音源                     |
| 7th  | 2017年7月22日  | ピグマリオンスピーチ           | CD   |              | 1. ピグマリオンスピーチ 2. サイレントナイト                    |                                  |
| 8th  | 2017年12月19日 | 暗中模索                       | CD   |              | 1. 暗中模索 2. 蝙蝠病                                          |                                  |
| 9th  | 2018年1月31日  | ノンフィクション               | CD   |              | 1. ノンフィクション 2. 盲目                                    |                                  |
| 10th | 2019年12月19日 | フーリガン                     | CD   |              | 1. フーリガン 2. 灯火                                          |                                  |
| 11th | 2020年2月25日  | SALON DE THÉ MARBRE-Earl Grey- | CD   |              | 1. 窒息水槽 2. ママゴトアソビ                                  | ピアノアレンジシングル           |
| 12th | 2020年3月19日  | 渇望                           | CD   |              | 1. 渇望 2. キープアウト                                        |                                  |

### マーブル名義 配信シングル
|     | 発売日        | タイトル                     | 規格                   | 収録曲                          | 備考 |
| --- | ------------- | ---------------------------- | ---------------------- | ------------------------------- | ---- |
| 1st | 2019年8月25日 | ピグマリオンスピーチ（新録） | デジタル・ダウンロード | 1. ピグマリオンスピーチ（新録） |      |
| 2nd | 2020年7月22日 | マスク・カレイド             | デジタル・ダウンロード | 1. 不夜城 2. 走馬燈             |      |
| 3rd | 2020年8月19日 | パラディ・ソーン             | デジタル・ダウンロード | 1. 理想郷 2. 薔薇道             |      |

### アルバム
|     | 発売日         | タイトル   | 規格 | 規格品番 | 収録曲 | 備考                               |
| --- | -------------- | ---------- | ---- | -------- | --- | ---------------------------------- |
| 1st | 2020年12月19日 | 壇上真贋録 | CD   |          | 1. 解錠 2. パンドーラ 3. 不夜城 4. 世捨て人は嗤う 5. 薔薇道 6. 名も無き英霊 7. 理想郷 8. 忘失 9. ルサンチマン 10. 真贋見据えし我が思想 11. 走馬燈 12. エンドロールが呼んでいる | 主謀者翔馬名義での初アルバムCD作品 |
| 2nd | 2023年6月22日  | 壇上存亡録 | CD   |          | 1. 末路 2. 英断か蛮勇か 3. 誰が為に鐘は鳴る 4. 最前線 5. 例え夜が 6. フーリガン 7. ディストピア 8. 虚 9. 宣戦布告 10. 狼煙を上げよ、其の身を燃して 11. 死なば諸共 12. 降壇     |                                    |

### 配信アルバム
|     | 発売日        | タイトル         | 規格                   | 収録曲 | 備考                                             |
| --- | ------------- | ---------------- | ---------------------- | --- | ------------------------------------------------ |
| 1st | 2021年8月15日 | 主謀者翔馬回顧録 | デジタル・ダウンロード | 1. 窒息水槽 2. リビングデッド 3. 凱歌 4. 日本転覆 5. 灯火 6. サイレントナイト 7. 俺の屍を越えてゆけ 8. サタニスト 9. ジプシー 10. カウントダウン 11. キープアウト 12. 宣戦布告 13. 例え夜が 14. ママゴトアソビ 15. ノーフューチャー 16. 渇望 17. みなしご 18. 鬨の声 19. 暗中模索 20. 木偶ノ坊 21. 禁断症状 22. ランナーズハイ 23. 疑心暗鬼 24. 懺悔 25. 戯れ言 26. 死なば諸共 27. 狼煙を上げよ、其の身を燃して | 主謀者翔馬の過去活動バンド「マーブル」時の音源集 |

### マーブル名義 アルバム
|     | 発売日        | タイトル                     | 規格 | 規格品番 | 収録曲 | 備考                                  |
| --- | ------------- | ---------------------------- | ---- | -------- | --- | ------------------------------------- |
| 1st | 2015年12月3日 | 狼煙を上げよ、其の身を燃して | CD   |          | 1. 火種 2. 第一幕 嵐の夜 3. 疑心暗鬼 4. 第二幕 少年の独白 5. 懺悔 6. 第三幕 男の眼差し 7. 戯れ言 8. 第四幕 重なる想い 9. 死なば諸共（新録） 10. 第五幕 夜は明けて 11. 狼煙を上げよ、其の身を燃して | ボイスドラマ ナレーション：花方馴之介 |

### マーブル名義 ミニアルバム
|     | 発売日         | タイトル               | 規格 | 規格品番   | 収録曲 | 備考 |
| --- | -------------- | ---------------------- | ---- | ---------- | --- | ---- |
| 1st | 2009年12月17日 | この現実に宣戦布告     | CD   | marble-000 | 1. 宣戦布告 2. サタニスト 3. カウントダウン 4. みなしご 5. 渇望                                                                       |      |
| 2nd | 2013年10月11日 | 全ての楽器を武器に変え | CD   | MBLE-0001  | 1. 全ての楽器を武器に変え 2. 宣戦布告 3. 例え夜が 4. ママゴトアソビ 5. ノーフューチャー 6. 渇望 7. みなしご（オーケストラバージョン） |      |
| 3rd | 2014年12月17日 | 主謀者かく語りき       | CD   |            | 1. 主謀者かく語りき 2. 鬨の声 3. 暗中模索 4. 木偶ノ坊 5. 禁断症状 6. ランナーズハイ                                                   |      |
| 4th | 2018年12月19日 | 机上の暴論             | CD   |            | 1. 机上の空論 2. 机上の暴論 3. 囚人 4. ペテン師 5. 断頭台 6. 一斉掃射                                                                 |      |

### 参加作品・企画作品
|  | 発売日        | タイトル                 | 規格 | 規格品番 | 収録曲                                                                                    | 備考                                                                        |
|  | ------------- | ------------------------ | ---- | -------- | ----------------------------------------------------------------------------------------- | --------------------------------------------------------------------------- |
|  | 2019年1月25日 | 涙猫は紅茶色の夢を見るか | CD   |          | 1. 涙猫は紅茶色の夢を見るか 2. トーク                                                     | 翔馬×谷琢磨名義にてリリース。 ※谷琢磨（実験台モルモット）とのデュエット作品 |
|  | 2022年4月24日 | AllegoRhythm -Ⅰ-         | CD   |          | 1. ～世界で一番美しいのは～ 2. ミラーミラー 3. ～私が声を失くしたのは～ 4. 泡になる人魚姫 | 御伽噺ボイスドラマ＋イメージソングCD ※鍵盤：satoru                          |

## タイアップ
| 曲名                 | タイアップ                                                              |
| -------------------- | ----------------------------------------------------------------------- |
| 最前線               | 市川うららFM「プロジェクト・リーフェリア 虹の架け橋」エンディングテーマ |
| 理想郷               | ラジオドラマ「赤い牙は孤独に濡れる」オープニングテーマ                  |
| 思想無くして理想無し | 市川うららFM「プロジェクト・リーフェリア 虹の架け橋」エンディングテーマ |

## 出演

### TV
- SMAP×SMAP（2007年10月8日、フジテレビ）
- チアアップ★インディーズK（2023年6月15日、チバテレビ）

### ラジオ
- ウィンディーズマニア！シャバダバ！WMS 2.2 ～ルーシーとヒサシくん～（2022年3月22日、市川うららFM）[66]
- ミュージックテラス★WANTED（2022年4月23日・9月10日、レインボータウンFM）※音声コメント出演[67][68]
- Talking Loud（2022年5月9日、むさしのFM）
- むさしのライフ（2022年12月14日・2024年6月19日、むさしのFM）
- 純喫茶ソワール（2024年2月25日、渋谷クロスFM）
- Shibuya Voice（2024年6月3日、渋谷クロスFM）

### WEB番組
- TяicKYの生でだらだらプロカリテ☆（2012年5月10日・6月14日・8月30日、ニコニコ生放送）
- Crazy Boy Ryoの元気が出るツイキャス（2015年10月13日、ツイキャス）
- CHICK@TTACKのNo MU時空, No LIFE！（2017年11月26日、FRESH LIVE）
- ミザオン！みざりおーるの音牙紅堂Z（2022年11月19日・26日、YouTube）